# Стави Харківської області
Стави Харківської області — стави, які розташовані на території Харківської області (в адміністративних районах і басейнах річок).
На території Харківської області налічується 2538 ставків, загальною площею 13174 га, об'ємом 228,6 млн м³.

## Загальна характеристика
Територія Харківської області становить 31,4 тис. км² (5,2 % площі України).
Вона розташована в межах басейнів р. Сіверський Донець (басейн Дону) - 70 % території області та Дніпра (30 %).
Гідрографічна мережа області включає одну велику річку Сіверський Донець (379 км в межах області), її притоки – середні річки - Уда, Берека та Оскіл, а також середні річки - притоки Дніпра – Мерло, Оріль і Самара.
За цільовим призначенням ставставки використовуються переважно комплексно, а також окремо для зрошення і риборозведення. 
Найбільше ставків знаходиться на території Лозівського (188 шт.), Валківського (177 шт.) і Балаклійського  (160 шт.) районів. 
Майже 40% ставків Харківської області використовуються на умовах оренди.

## Наявність ставків у межах адміністративно-територіальних районів та міст обласного підпорядкування Харківської області[1]
| Район, місто     | Кількість ставків, шт. | Площа ставків, га | Об'єм ставків, млн м³ | В оренді, шт. | В оренді, га |
| ---------------- | ---------------------- | ----------------- | --------------------- | ------------- | ------------ |
| Балаклійський    | 160                    | 354               | 4,8                   | 37            | 49           |
| Барвінківський   | 130                    | 302               | 4,6                   | 27            | 48           |
| Близнюківський   | 93                     | 628               | 7,9                   | 12            | 61           |
| Богодухівський   | 104                    | 649               | 11,2                  | 45            | 167          |
| Борівський       | 23                     | 116               | 2,1                   | 7             | 38           |
| Валківський      | 177                    | 786               | 12,1                  | 47            | 190          |
| Великобурлуцький | 65                     | 335               | 6,8                   | 49            | 160          |
| Вовчанський      | 105                    | 441               | 11,7                  | 39            | 268          |
| Дворічанський    | 63                     | 168               | 2,7                   | 25            | 109          |
| Дергачівський    | 62                     | 428               | 8,4                   | 47            | 389          |
| Зачепилівський   | 56                     | 265               | 4,4                   | 22            | 214          |
| Зміївський       | 111                    | 379               | 6,5                   | 99            | 214          |
| Золочівський     | 145                    | 659               | 11,4                  | 84            | 372          |
| Ізюмський        | 101                    | 471               | 8,9                   | 80            | 453          |
| Кегичівський     | 81                     | 515               | 8,3                   | 28            | 279          |
| Коломацький      | 37                     | 177               | 3,8                   | 13            | 85           |
| Красноградський  | 87                     | 376               | 5,7                   | 29            | 132          |
| Краснокутський   | 72                     | 475               | 8,0                   | 36            | 239          |
| Куп'янський      | 64                     | 420               | 7,5                   | 27            | 249          |
| Лозівський       | 188                    | 893               | 15,2                  | 51            | 469          |
| Нововодолазький  | 91                     | 673               | 11,4                  | 38            | 371          |
| Первомайський    | 133                    | 502               | 7,1                   | 48            | 227          |
| Печенізький      | 12                     | 912               | 10,4                  | 10            | 821          |
| Сахновщинський   | 109                    | 542               | 8,0                   | 30            | 202          |
| Харківський      | 88                     | 497               | 14,5                  | 27            | 220          |
| Чугуївський      | 29                     | 290               | 7,3                   | 18            | 191          |
| Шевченківський   | 114                    | 462               | 7,3                   | 38            | 203          |
| м. Харків        | 13                     | 250               | 6,8                   | -*            | -            |
| м. Лозова        | 3                      | 11                | 0,6                   | -             | -            |
| м. Люботин       | 22                     | 198               | 3,6                   | -             | -            |
| Разом            | 2538                   | 13174             | 228,6                 | 1013          | 6420         |

Примітки: -* - немає ставків, переданих в оренду.

## Наявність ставків у межах основнихрайонів річкових басейнівна території Харківської області[1]
| Район річкового басейну         | Кількість ставків, шт. | Площа ставків, га | Об'єм ставків, млн м³ | В оренді, шт. | В оренді, га |
| ------------------------------- | ---------------------- | ----------------- | --------------------- | ------------- | ------------ |
| Дніпра, у тому числі            | 830                    | 5326              | 82,0                  | 291           | 2075         |
| р. Ворскла                      | 288                    | 1815              | 26,2                  | 137           | 1443         |
| р.Самара                        | 69                     | 508               | 7,7                   | -*            | -            |
| Сіверського Дінця, у тому числі | 1708                   | 7848              | 146,7                 | 722           | 4345         |
| р. Уда                          | 261                    | 1740              | 36,6                  | 157           | 1076         |
| р. Берека                       | 249                    | 865               | 15,1                  | 64            | 261          |
| р. Казенний Торець              | 71                     | 290               | 4,9                   | 28            | 108          |
| р. Оскіл                        | 165                    | 858               | 17,7                  | 135           | 489          |
| Разом                           | 2538                   | 13174             | 228,6                 | 1013          | 6420         |

Примітки: -* - немає ставків, переданих в оренду.
Найбільша кількість ставків Харківської області знаходиться в басейні Сіверського Донця  (67 %),  у басейні Дніпра - 33 %. 